# Schwarzach am Main
Schwarzach am Main là một đô thị thuộc huyện Kitzingen trong bang Bayern của nước Đức.